# Earophila oculisigna
Earophila oculisigna là một loài bướm đêm trong họ Geometridae.